# Верхня Швабія
Верхня Швабія (нім. Oberschwaben) або Швабський Оберланд (нім. Schwäbisches Oberland) — регіон, який приблизно утворює трикутник між південним краєм Швабського Альбу, Боденським озером і Лехом. 
Сьогодні східною межею розглядають Іллер, межу між Баден-Вюртембергом і Баварією. 

У середні віки історична Верхня Швабія була невід'ємною частиною герцогства Швабія, яке засноване в 911 році і належало до Східно-Франкської імперії. 
Після політичного краху наприкінці періоду Штауферів в 1283 році великі території Верхньої Швабії належали Передній Австрії до її остаточного юридичного краху на початку XIX століття. 
Тому цю частину Передньої Австрії називали Швабською Австрією
. 
Швабська Австрія не керувалася з Енсісгайму, а безпосередньо підпорядковувалася уряду в Інсбруку.

## Географія
Верхня Швабія розташована на південному сході землі Баден-Вюртемберг і на південному заході Баварії. 
Це горбиста місцевість, яка в основному використовується для сільського господарства; У Шуссенському басейні переважають хмельники та вирощування фруктів, а в інших районах – молочне скотарство та вирощування зернових.
Верхня Швабія розташована на так званому плато Дунай-Іллер-Лех, яке також називають Верхньошвабським плато, а також у прилеглих природних регіонах. 
Річка Лех є східною межею Верхньої Швабії, тоді як Швабський Альб є межею на півночі.

## Підрегіони Верхньої Швабії
Верхню Швабію зазвичай поділяють на чотири області.

### Західна Швабія
Західною Швабією зазвичай називають територію на захід від Іллера, на північ від Алльгою та на південь від Швабського Альбу. 
Сьогодні саме цю частину вважають Верхньою Швабією.

### Центральна Швабія
На сході Центральна Швабія межує зі Штауденом, південна частина природного парку Західний ліс Аугсбурга – межа утворює Міндель. 
На півночі Центральна Швабія межує з Донаурідом, а на заході Іллер утворює межу із Західною Швабією. 
На півдні Центральна Швабія межує з Алльгоєм; кінцеві морени Вюрмського льодовикового періоду утворюють природну межу. 
Відповідно до ландшафтних профілів BfN, Центральна Швабія містить наступні підландшафти природного регіону плато Дунай-Іллер-Лех: Нижній і Верхній Іллер-Лех-Шоттерплатте, а також баварську частину Нижніх луків Нижньої долини Іллер;
- Південь-Північ: Бад-Грененбах – Меммінген – Іллертіссен – Ной-Ульм
- Захід-Схід: територія між Айтрахом – Меммінгеном – Міндельгаймом – Бад-Верісгофеном

Беручи до уваги межі регіону, описані вище, і географічні межі з півночі на південь і із заходу на схід, можна було б спростити речі, сказавши, що Центральна Швабія містить райони Унтеральгой, Ной-Ульм і Гюнцбург, а також частину району Аугсбург і місто Меммінген. 
Термін «Середня Швабія» запроваджено в XIX столітті, щоб відрізнити території Верхньої Швабії, які були віднесені до Королівства Вюртемберг, від тих, що перейшли під оруду Королівства Баварія. 
Демаркація Алльгой-Центральна Швабія є особливо суперечливою. 
Зокрема, межі регіону Алльгой, на початок XXI сторіччя, просувають все далі і далі на північ, що історично неправильно (наприклад, Меммінген, Бабенгаузен, Міндельгайм, Бад-Верісгофен тощо). 
Зазвичай це відбувається через позитивну асоціацію з терміном Алльгой. 
Однак через свою історію кілька громад належать до обох регіонів.

### Східна Швабія
Територію сучасного баварського округу Швабія зазвичай називають Східною Швабією. 
Однак її межі збігаються з Центральною Швабією. 
У деяких джерелах Центральна Швабія також ототожнюється зі Східною.

### Алльгой
Алльгой — область Верхньої Швабії, розташована на південь від плато Дунай-Іллер-Лех в Альпійських передгір'ях. 

Чи є Алльгой складовою Верхньої Швабії питання досить дискусійне.

## Міста

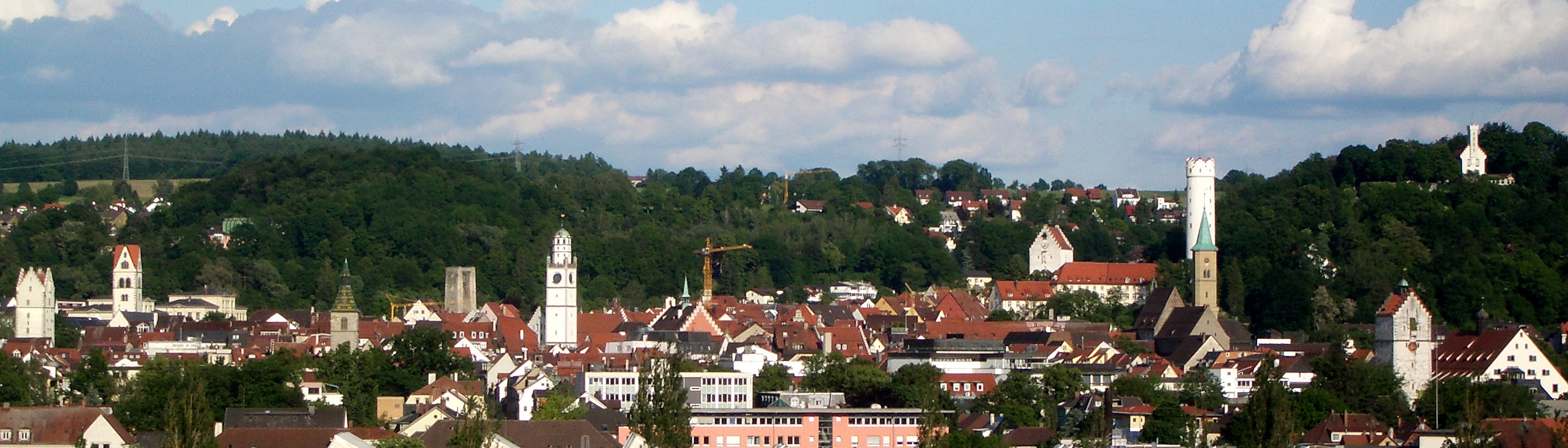
Краєвид на Равенсбург

Верхня Швабія є регіоном колишніх вільних імперських і князівських міст.
Більшість заснувань міст відбулося за часів Вельфів до кінця XII століття.
Колишні вільні імперські міста у Верхній Швабії:
Аугсбург, Бад-Бухау, Біберах-на-Рісі, Донауверт, Бухгорн (сьогодні частина Фрідріхсгафена), Констанц, Існі, Кауфбойрен, Кемптен, Лойткірх, Ліндау, Пфуллендорф, Меммінген, Равенсбург, Юберлінген, Ульм, Ванген.
Інші міста:
Аулендорф, Бад-Заульгау, Бад-Шуссенрід, Бад-Вальдзее, Бад-Вурцах, Дітенгайм, Егінген, Ербах, Іллертіссен, Імменштадт, Крумбах, Лаупгайм, Менген, Месскірх, Міндельгайм, Мундеркінген, Ной-Ульм, Оксенгаузен, Рідлінген, Шер, Зенден, Зігмарінген, Теттнанг, Таннгаузен, Верінген, Вайнгартен, Вайсенгорн.

## Історія

### Римська імперія

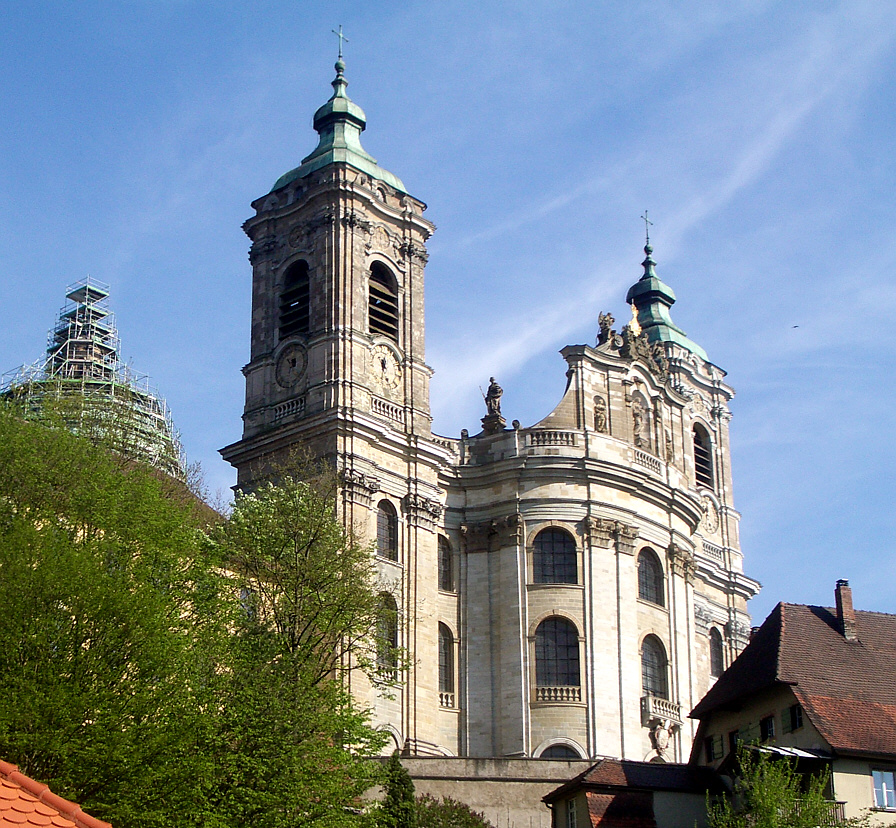
Базиліка у Вайнгартені

Римський полководець Друз виступив у 15 р. до н.е. з армією через перевал Бреннер  та через перевал Решен на територію на північ від Альп, а також завоював частину Верхньої Швабії. 
Того ж року його брат Тіберій, пізніший римський імператор, завоював територію далі на захід і досяг Боденського озера через долину Рейну, де була розташована територія вінделіків. 
Один із островів на озері служив базою для римлян. 
У 16-14 рр. до н.е. нинішні Граубюнден і Форарльберг, а також території Південної Баварії та Верхньої Швабії між Дунаєм і Інном, а також північна частина Тіролю були об’єднані в провінцію Реція.
Починаючи з IV століття, в рамках імперської реформи імператора Діоклетіана, провінція Реція стала частиною єпархії Італії та розділена на дві підпровінції Raetia Prima (Кюриенсис) і Raetia secunda (Вінделіка). 
Підпровінціями, підпорядкованими дуксу, тепер керували губернатори нижчого рангу, так звані президи, які мали свою офіційну резиденцію в Курі (Curia) і Аугсбурзі (Augusta Vindelicorum). 
Верхня Швабія стала частиною Raetia Secunda. 
Із закінченням римського панування долі двох частин провінції розійшлися.

### Від Франкської імперії до Нового часу

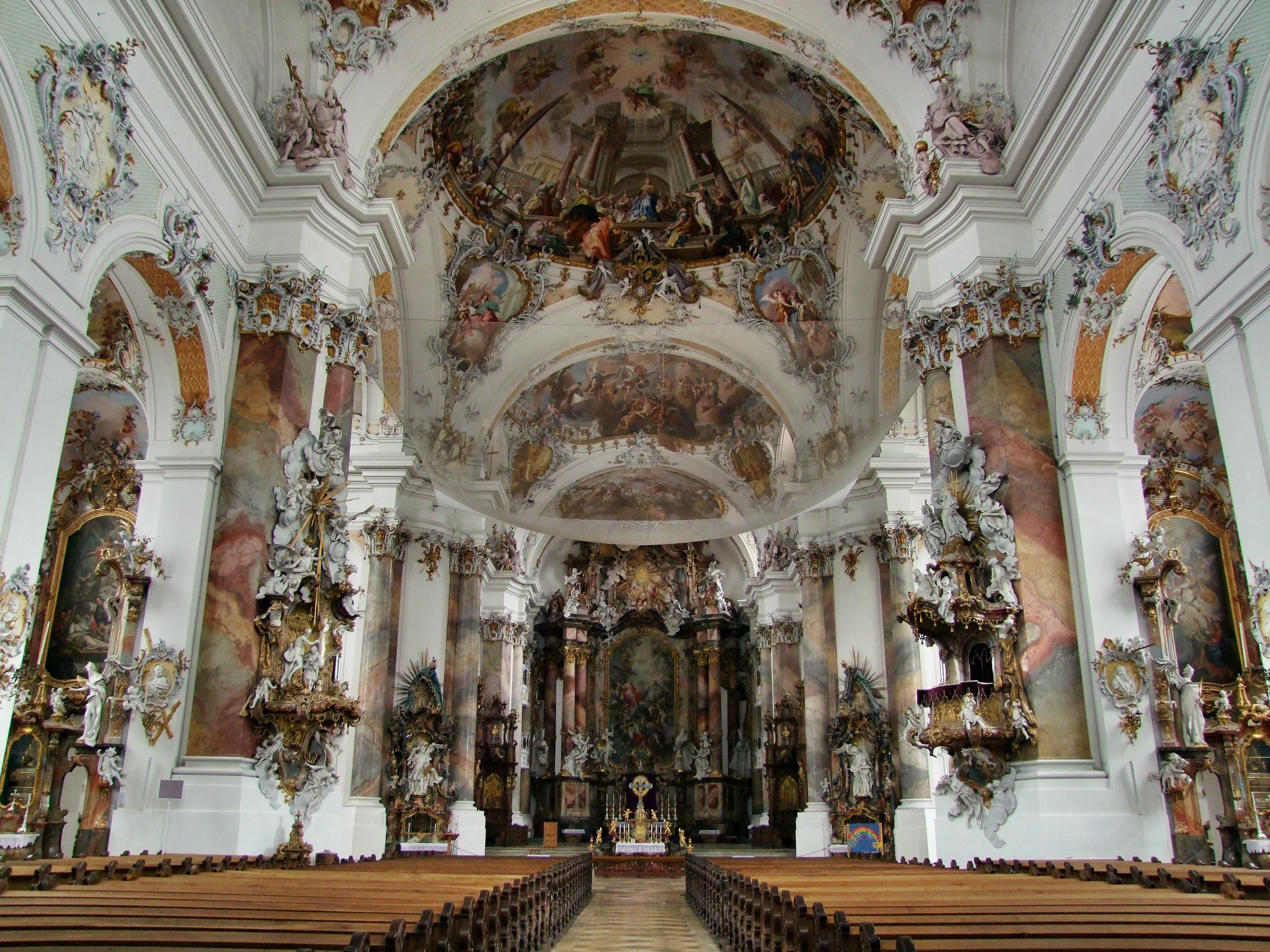
Монастирська церква в Оттобойрені

Верхня Швабія та регіон Боденського озера, включно з Форарльберг, який раніше належав Raetia Curiensis, увійшли до складу Королівства алеманів, спочатку як Герцогство Аламаннія, пізніше як «regnum Sueviae» («Королівство Швабія», для молодших королівських синів), що існувало лише короткий час, перш ніж включено до складу Франкської імперії франкським королем Хлодвігом I. 
У Східно-Франкській імперії територія стала частиною могутнього герцогства Швабія.
Багато могутніх знатних сімей змагалися за панування на цій території, спочатку Салічна династія, пізніше династія Штауферів і династія Вельфів, батьківщина яких знаходиться у Верхній Швабії. Землі предків Вельфів у Верхній Швабії пізніше успадкував Фрідріх Барбаросса.
Після падіння династії Штауферів і розпаду герцогства Швабія Верхню Швабію розкраяли на безліч невеликих, переважно імперських територій (рицарства, імперські міста, графства, князівства, імперські абатства, бейлівіки Швабії). 
Найбільші володарі: Габсбурги (Передня Австрія), графи Монфорти та імперські монастирі Вайнгартен і Залем.

### XVII-XX століття
Через секуляризацію в 1803 році майже всі монастирі були розпущені, а медіатизація означала кінець Вільних імперських міст. 
Після скасування Старої імперії в 1806 році (див. також Закон про імперську депутацію 1803 року) більша частина цього переважно католицького регіону перейшла – нарешті через рішення Віденського конгресу в 1815 році – до протестантського Королівства Вюртемберг.
Під час революції 1848/49 рр. селянське повстання зруйнувало залишки феодальних структур. 
Революція 1918/19 рр. також призвела до переходу від монархічної авторитарної держави до демократичної республіки в Оберленді.

## Залізниці

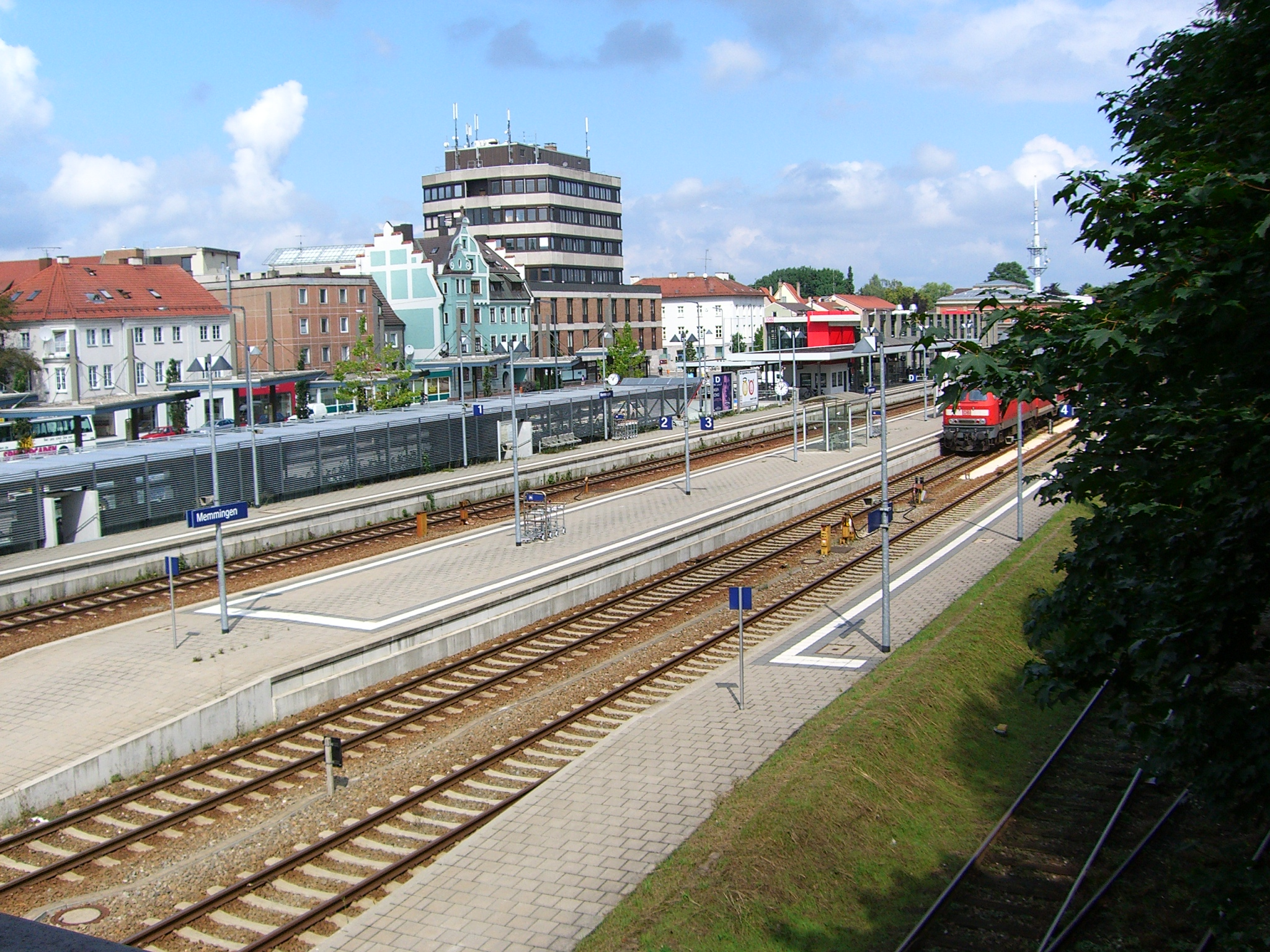
Станція, початок колишньої залізниця Меммінген — Легау

До Верхньої Швабії можна дістатися залізницею. 
Особливе значення має Вюртемберзька Південна залізниця від Ульма до Фрідріхсгафену. 
Вузькоколійка Ексле, нині музейна залізниця, починається у Вартгаузені. Іншими важливими маршрутами є залізниця Гербертінген — Існі, залізниця Штаринген — Фрідріхсгафен, залізниця Фрідріхсгафен — Ліндау, залізниця Ульм — Зігмарінген та залізниця Кемптен — Ной-Ульм.

## Фільми
- Schatzkammer Bayern, Burgen und Schlösser in Oberschwaben, eine Filmdokumentation von Bernhard Graf, Deutschland 2006[5]